# Pomnik Matki Sybiraczki w Zielonej Górze
Pomnik Matki Sybiraczki w Zielonej Górze – pomnik dłuta Roberta Tomaka odsłonięty w Zielonej Górze w 2010 r.

## Budowa pomnika
Inicjatorem powstania pomnika było Stowarzyszenie na rzecz Pomocy Zesłańcom Sybiru. Inicjatywa zyskała aprobatę władz miasta. Przewodniczącym Komitetu Budowy Pomnika Matki Sybiraczki został Prezydent Miasta Zielona Góra Janusz Kubicki. Po uzyskaniu zgody na pomnik, przyjęto koncepcję-projekt zielonogórskiego rzeźbiarza Roberta Tomaka.

## Lokalizacja
Pomnik został wzniesiony w centrum miasta na Placu Kolejarza, w pobliżu Dworca Głównego PKP w Zielonej Górze. Jego uroczyste poświęcenie i odsłonięcie nastąpiło 17 września 2010.

## Opis pomnika
Pomnik Matki Sybiraczki jest wykonany z brązu a jego wysokość wynosi 3 metry. Rzeźba przedstawia matkę wracającą z dwojgiem dzieci z Syberii, która chroni swoje dzieci przed wiatrem i mrozem. Pomnik jest symbolem doznanych krzywd i cierpień narodu polskiego, patriotycznym znakiem pamięci narodowej o poniesionych ofiarach w walce o niepodległość oraz świadectwem historii.

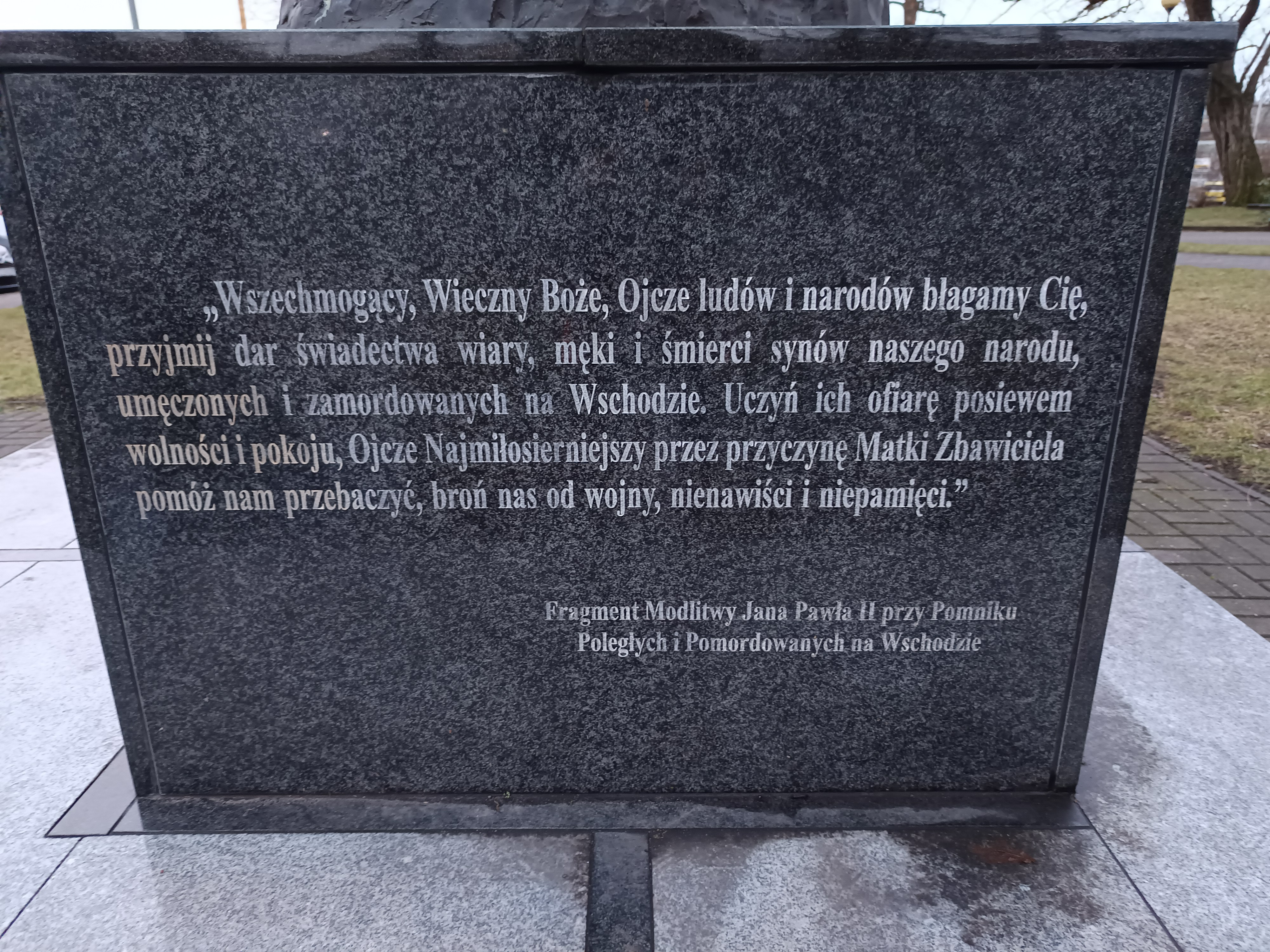
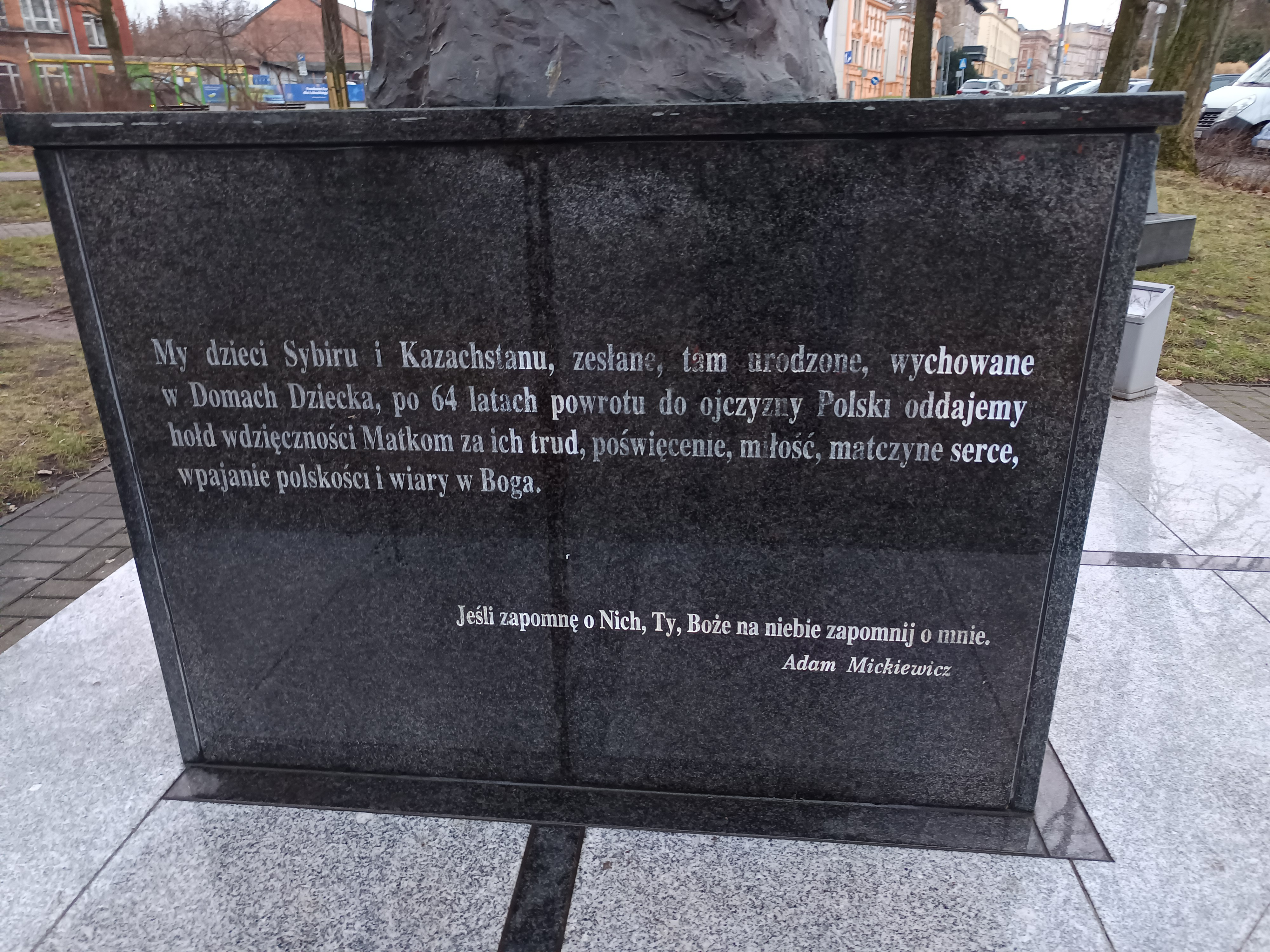